# B*Witched
B*Witched är en irländsk popgrupp som var aktiv mellan 1998 och 2002. Den var aktiv i både Europa och Nordamerika och släppte två album och ett antal singlar.
Bandet bestod av tvillingarna Edele Lynch och Keavy Lynch och deras vänner Lindsay Armaou och Sinéad O'Carroll. De fick hjälp av systrarna Lynchs bror Shane Lynch (medlem i Boyzone) att hitta en manager. Det blev New Kids on the Blocks forna manager Kim Glover. Debutsingeln C'est la Vie släpptes 25 maj 1998 och första albumet släpptes i oktober samma år. Ytterligare tre singlar släpptes från albumet; Rollercoaster, To You I Belong och Blame It on the Weatherman. De sålde platina i USA och Storbritannien.
Gruppen var med på hyllningssingeln Thank Abba for the Music som hamnade på tredje plats på listorna i Storbritannien. På Abbamania-skivan sjunger de Does Your Mother Know.
B*Witcheds andra fullängdsalbum Awake and Breathe sålde platina i Storbritannien. Singlarna Jesse Hold On, I Shall Be There och Jump Down släpptes från skivan.
År 2000 åkte de till USA och där de spelade in låtarna Hold On och Mickey till filmerna En prinsessas dagbok respektive Bring It On. De var med i TV-serien General Hospital 4 juli 2001.
Bandet upplöstes i september 2002.